# Danielle Moonstar
Danielle "Dani" Moonstar, originalmente con el nombre clave Psyche y más tarde Mirage (Psique y Espejismo, respectivamente, en España), es una superheroína Cheyenne ficticia que aparece en los cómics estadounidenses publicados por Marvel Comics. Ella apareció por primera vez en la novela gráfica The New Mutants (septiembre de 1982), creada por el escritor Chris Claremont y el artista Bob McLeod. El personaje generalmente se representa como asociado con los Nuevos Mutantes.
Como mutante, Moonstar originalmente poseía la capacidad psíquica de crear telepáticamente ilusiones de los miedos o deseos de sus oponentes. Más tarde desarrolló una amplia gama de poderes de manipulación psiónica y energética. También desarrolló algunas habilidades mágicas después de una serie de aventuras en Asgard. Fue miembro del equipo júnior de los X-Men en la década de 1980, New Mutants, y después de una larga ausencia su reencarnación formó parte de los X-Force. También fue miembro de los X-Men, Young X-Men y Fearless Defenders. Fue despojada de sus poderes después de la destrucción, aunque los recuperó después de haber sido infectada y curada del virus Transmode, de Warlock, por Bestia Oscura. Recuperó también sus poderes de Valkyrie después de hacer un trato con Hela.
Blu Hunt interpreta a Danielle Moonstar en la película de 2020 The New Mutants.

## Historia de publicación
Creado por el escritor Chris Claremont y el artista Bob McLeod, Mirage apareció por primera vez en The New Mutants (septiembre de 1982 ), parte de la línea Marvel Graphic Novel, y apareció como personaje principal en The New Mutants (1983), New Mutants Vol. 2 (2003), Young X-Men (2008) y New Mutants Vol. 3 (2009). Apareció durante una parte de la carrera inicial de X-Force (1991), primero como infiltrada en el Frente de Liberación Mutante y luego como miembro regular del equipo X-Force. También fue brevemente un personaje secundario en Avengers: The Initiative (2007) y puede verse esporádicamente como un personaje de fondo en Uncanny X-Men y títulos relacionados de X-Men. Moonstar aparece como un miembro regular del equipo en la serie femenina 2013 Fearless Defenders. Después de varios años como un personaje secundario infrecuente, Mirage aparece nuevamente de manera destacada en Uncanny X-Men (volumen 5) (2019), y New Mutants (vol. 4) (2019).

## Biografía ficticia

### Origen
Danielle Moonstar es una adolescente Nativa americana (de la tribu Cheyenne), y nació en Boulder, Colorado. Al igual que con la mayoría de los mutantes, los poderes mutantes de Dani se manifestaron durante la pubertad. Una de sus primeras manifestaciones es una visión de la muerte de sus padres, asesinados por un oso demoníaco. Poco después, sus padres desaparecen y Dani es acogida por su abuelo, Águila Negra. El Club Fuego Infernal intento de capturarla y su abuelo es asesinado. Por suerte, él se puso en contacto con el Profesor Charles Xavier para cuidar de Dani. Xavier, que había sido un amigo cercano del padre de Moonstar, ofreció enseñarle a controlar sus poderes. Ella se une a su grupo de estudiantes llamado los Nuevos Mutantes, y poco después se convierte en la colíder del grupo, junto con Bala de Cañón. Allí se desarrolla una profunda amistad con Wolfsbane.

### Nuevos Mutantes
Mientras estaba con los Nuevos Mutantes, Moonstar empieza a tener pesadillas otra vez sobre el oso demoniaco, que hasta entonces se había mantenido apartado de ella debido a los hechizos de protección de Águila Negra. Su temor sobre la entidad la lleva a contemplar el suicidio. Una noche, ella es atacada por la entidad y llevada al hospital. Los Nuevos Mutantes realizan un seguimiento del Oso. Magik logra perforar el Oso con su espada mágica, y vuelve a su forma original: William y Peg Lonestar. Dani se reúne con sus padres, pero decide quedarse en la escuela de Xavier. Desarrollan una intensa rivalidad con los Hellions, un equipo superpoderoso de jóvenes mutantes liderados por la Reina Blanca. Esta rivalidad se enfría más tarde cuando Danielle se une con el líder de los Hellions, Thunderbird.
Mientras está varada en el reino de Asgard, Danielle encuentra un caballo alado atrapado en barro y alambre de púas. Ella libera al animal y lo nombra Brightwind, sin darse cuenta de la naturaleza de la criatura. Seleccionada por Brightwind como su jinete, Danielle se convierte sin darse cuenta en una Valquiria. Esto le permite a Danielle ver premoniciones de muerte.
El Power Pack llama a los Nuevos Mutantes para ayudar contra un grupo de criaturas demoníacas. La madre de la manada está gravemente enferma y Danielle lucha contra la muerte fuera de la ventana de su hospital, lo que le da a la madre una nueva oportunidad de vida. Más tarde, en un viaje de regreso a casa para ver a sus padres, se encuentra con un viejo amigo de la infancia. Este amigo se ha vuelto racista y mentalmente enferma durante el tiempo que se fue. También era diabético y cuando no toma su medicamento, se estrella y muere.
Ella y los otros Nuevos Mutantes intentan salvar a su excompañera de equipo Magma del Alto Evolucionador. Durante la pelea, Moonstar es arrojada a una máquina destinada a despojar a los mutantes de sus poderes. En cambio, la máquina (que había sido reiniciada por otras dos víctimas del plan del Evolucionador) mejora su mutación; le da la capacidad de hacer que las imágenes telepáticas se manifiesten en la realidad. Esta habilidad está limitada solo porque Danielle solo puede mantener un deseo o miedo a la vez. Como técnica para disipar las manifestaciones anteriores, adopta el hábito de invocar una lanza.
Durante un tiempo, el equipo es atendido por X-Factor. El grupo aparentemente se instaló en la Nave, un cuartel general de vuelo inteligente. Danielle empeora cada vez más los dolores de cabeza, lo que causa preocupación con el equipo, pero todo esto se ve interrumpido por muchas cosas, incluido el Factor X que se retira en la batalla.
Hela, la diosa de la muerte de Asgard, crea un plan para hacerse cargo del reino y matar al Padre de Todo Odín, que se encuentra en un sueño curativo en ese momento. La magia de Hela enloquece a Danielle y sus amigos, aliados y la ayuda invisible del Doctor Strange deben contenerla. La batalla pronto se traslada a Asgard. Los Nuevos Mutantes, junto con el príncipe lobo Hrimhari y la Valkyrie Krista (también conocida como Mist), que resisten a Hela, finalmente triunfan. Danielle aparentemente pierde su caballo alado Brightwind en la batalla, que concluye en el dormitorio de Odín.
Al final, ella elige quedarse en Asgard. Esto enfurece a Hotamitanio, una de sus deidades cheyenne, que viene a Asgard para traerla de vuelta. Danielle finalmente lo persuade para que la deje con sus propios recursos prometiéndole que finalmente volverá a su tribu.

### Fuerza-X
Cuando ella vuelve, se une a S.H.I.E.L.D., sin el conocimiento de sus antiguos amigos, ahora llamados Fuerza-X y se infiltra en el Frente de Liberación Mutante. En este punto, ella refina su habilidad psíquica para poder lanzar "flechas psíquicas", que incapacitan a sus objetivos, y monta Darkwind, una versión oscura de su antiguo corcel Brightwind. Su asignación la lleva a muchos conflictos con viejos aliados, en su mayoría X-Force (una continuación de su antiguo equipo, los Nuevos Mutantes), pero también Excalibur y Moira MacTaggert. A pesar de los motivos maliciosos del Frente, Dani trabaja en secreto en contra de ellos, en colaboración con Cable para llevar a Feral ante las autoridades policiacas por sus delitos del pasado y sabotear una misión en China, y albergando un resentimiento hacia los miembros del Frente, aparte de Antebrazo, con quienes desarrolla una amistad genuina. Su corcel alado blanco asgardiano, Brightwind (que más tarde se convirtió en el Darkwind con alas de murciélago negro cuando Danielle fue despojada de las habilidades de Valkyrie, fue asesinada por Reignfire.
Más tarde, ella busca la ayuda de X-Force con una incursión en Asgard para ayudar a acabar con un intento de toma de posesión por el elfo oscuro Malekith. Cuando la mayor parte de la MLF es detenida durante la Operación: Tolerancia Cero, Dani puede liberarse con la ayuda de X-Force. Ella se une a X-Force para un extenso viaje por carretera. Después de un encuentro con la misteriosa Arcadia Deville, gana la capacidad de manipular la energía cuántica por un corto tiempo, pero este poder desaparece poco después. Ella deja X-Force cuando contactan a Pete Wisdom y toman una dirección más proactiva.

### Instituto Xavier
Después de un corto tiempo como X-Men, Moonstar se convierte en la mentora de un nuevo escuadrón de Nuevos Mutantes en el Instituto Xavier (y en tutora legal de Elíxir), así como profesor de Historia Americana del Instituto. Durante este tiempo ella goza de una reunión con Karma y Wolfsbane.
Ella también aparece junto a Polaris y Hombre de Hielo, cuando Northstar es asesinado por Wolverine.
A raíz del Día-M, la Bruja Escarlata provoca que muchos mutantes pierdan sus poderes. Moonstar es uno de los muchos que pierden sus poderes, y es despedida por Emma Frost, pues como ser humano, ya no es seguro ni tiene ningún derecho a permanecer en la escuela.
Tras los acontecimientos de la sobrehumana Civil War, Dani es reclutado por el programa Iniciativa para servir como una instructora para la próxima generación de superhéroes, al lado de su excolega, Bestia. No obstante, Henry Peter Gyrich, temiendo que se proponga utilizar al joven Trauma como un arma para la Iniciativa, se apresura a despedirla de Camp Hammond.

### Regreso de los Nuevos Mutantes
Tras la disolución de los X-Men, Surge viaja a Colorado a buscar a Dani Moonstar.
Más tarde, Dani junto con los otros ex- Nuevos Mutantes, son capturados por el cyborg Donald Pierce como parte de un plan en contra de los Jóvenes X-Men.
Después de recibir una denuncia anónima en Colorado, acerca de un joven mutante que pone en peligro una ciudad pequeña, Dani y Karma son enviados a investigar y calmar a los lugareños y desaparecen. Esto motiva una reunión de los originales Nuevos Mutantes para rescatarlas. Más tarde, el equipo combate a Legion. Dani ayuda a derrotar y controlar a Legion.

### El Sitio
Moonstar también ayuda a Cíclope, mientras prepara su estrategia frente a Norman Osborn. Cíclope le envía a Las Vegas donde ella se acerca a la diosa nórdica Hela. Hela le advierte que el precio del poder es fuerte, pero Dani acepta, solicitando "un nuevo poder y una espada". Más tarde se llega a la batalla final entre los X-Men y los Vengadores Oscuros con sus poderes de valquiria completamente restaurados, derrotando a Ares.
Más tarde, Hela convoca a Danielle Moonstar: La intención es reunir a los espíritus de los asgardianos que cayeron en la batalla con las fuerzas de Norman Osborn Moonstar parte a Asgard a participar en la batalla.

## Poderes
Anteriormente, Danielle era una mutante con un limitado grado de telepatía. Estas capacidades le permitían generar ilusiones, disparar "flechas" de energía psíquica y comunicarse telepáticamente con los animales. Danielle también tenía la capacidad de sentir y luchar contra la muerte inminente y crear objetos sólidos a partir de energía psiónica.
Después de transformarse en una de las valquirias de Asgard, los poderes naturales de Danielle se incrementaron notoriamente, obteniendo también superfuerza, una espada indestructible, y una relación simbiótica con el pegaso Brightwind y también ha desarrollado Telequinesis

## Otras versiones

### Era de Apocalipsis
Danielle funge como agente de Apocalipsis, y es enviada a boicotear la misión de Nightcrawler en Avalon. Aquí, ella tiene una hermana llamada Dana Moonstar.

### Dinastía de M
Dani trabaja como agente de SHIELD.

## En otros medios

### Televisión
- Danielle Moonstar apareció en el episodio 50 "Ghost of a Chance" de la serie animada X-Men: Evolution, con la voz de Tabitha St. Germain. En Latinoamérica se la conoce como Daniela Lunar. La chica vive en el pueblo de Dark Hollow, ella no podía controlar sus habilidades telepáticas cuando se manifestaron e involuntariamente perturbó a la mayoría de los vecinos provocando que la gente abandone su hogar y el lugar se convirtió en un pueblo fantasma. Un día, cuando Danielle salió a hacer una caminata en las montañas, el terreno se desmoronó y quedó enterrada viva en una cueva durante dos años, al no poder escapar, su cuerpo entró en estado de animación suspendida debido a sus habilidades mutantes. Cuando Shadowcat tiene un accidente con su cuatrimoto cerca de ese lugar, Danie establece un contacto telepático con ella sin que se dé cuenta y proyecta un sueño donde Kitty la presentó con los X-Men, algo que no estaba sucediendo en realidad pues era parte del sueño de Kitty mientras estaba inconsciente. Después de descubrir que Danielle realmente existe y que está en peligro, Kitty viaja una gran distancia con el fin de salvarla, a pesar del escepticismo que mostraban al principio sus compañeros. Aunque ellas dos no se habían encontrado físicamente antes de rescatarla de la cueva subterránea, el vínculo-mental telepático que compartieron ha hecho que Danielle y Kitty se vuelvan íntimas amigas.
En esta versión, los poderes de Danie son ligeramente alterados de modo que consisten en una especie de inducción telepática que le permite proyectar sueños (o pesadillas) directamente en la mente de sus víctimas, algunas escenas como la de su primera sesión de entrenamiento con los X-Men y la de Kitty y Kurt en una cabina de teléfono sugieren que ella también es capaz de afectar la mente de sus víctimas aunque estén en estado consciente mostrándoles ilusiones.

### Cine
- El nombre de “Moonstar, Danielle” aparece en una lista de mutantes que Mystique estaba mirando en el monitor de una computadora del gobierno mientras obtenía información sobre la prisión de Magneto en la película X-Men 2.[36][37] Posteriormente al final de la película, Danielle aparece con otros estudiantes cuando el Profesor Xavier les habla sobre un libro escrito por un novelista inglés.[38]
- Blu Hunt fue elegida para interpretar a Danielle "Dani" Moonstar / Mirage en la película The New Mutants, estrenada en 2020 y escrita y dirigida por Josh Boone.[39] Dani es la protagonista principal y la catalizadora de los eventos de la película. En la cinta entra en una relación con Rahne Sinclair y durante el clímax de la historia se revela que el Oso Demonio es parte de ella, al cual derrota calmándolo y permitiéndole descansar.

### Videojuegos
- Danielle Moonstar aparece en Marvel Heroes.
- Danielle Moonstar aparece como personaje jugable en Marvel Contest of Champions.

### Novelas
- En la novelización de X-Men: The Last Stand, Moonstar es reclutada como un futuro X-Man, junto con Cannonball, Sage, Gambito y otros.